# Saint-Germain-sur-École
Saint-Germain-sur-École település Franciaországban, Seine-et-Marne megyében. Lakosainak száma 371 fő (2022. január 1.). Saint-Germain-sur-École Perthes, Cély, Saint-Sauveur-sur-École és Soisy-sur-École községekkel határos.

## Népesség
A település népessége az elmúlt években az alábbi módon változott:
| Lakosok száma | 345  | 350  | 363  | 366  | 379  | 380  | 386  | 377  | 371  |
|               | 2013 | 2015 | 2016 | 2017 | 2018 | 2019 | 2020 | 2021 | 2022 |